# Erinnyis ello
Erinnyis ello (Linnaeus, 1758) è un lepidottero appartenente alla famiglia Sphingidae, diffuso in America Settentrionale, Centrale e Meridionale.

## Descrizione

### Adulto
Rispetto a tutte le altre specie di Erinnyis è facilmente distinguibile per la presenza della tipica campitura arancione nella parte basale dell'ala posteriore, oltre che per il vistoso alternarsi di bande nere e grigie pallide sulla parte dorsale dell'addome. 
Nel maschio l'ala anteriore risulta grigia sulla pagina superiore, con una banda mediana nera di larghezza variabile, che corre dalla regione basale fino all'apice. Al contrario, nella femmina l'ala anteriore si mostra di un grigio pallido alquanto uniforme, e la banda mediana con gli altri disegni sono presenti soltanto in tracce.

Le antenne sono filiformi, lievemente uncinate alle estremità, ed hanno una lunghezza pari a circa la metà della costa.

Nel genitale maschile, i lobi dell'uncus hanno la stessa lunghezza di quelli dello gnathos; questi ultimi appaiono sottili, con le punte ricurve, e non si spingono oltre le terminazioni ottuse dei lobi dell'uncus. L'edeago risulta molto simile a quello di E. crameri.

È probabilmente la sfinge più comune del Nuovo Mondo.

L'apertura alare varia da 75 a 88 mm.

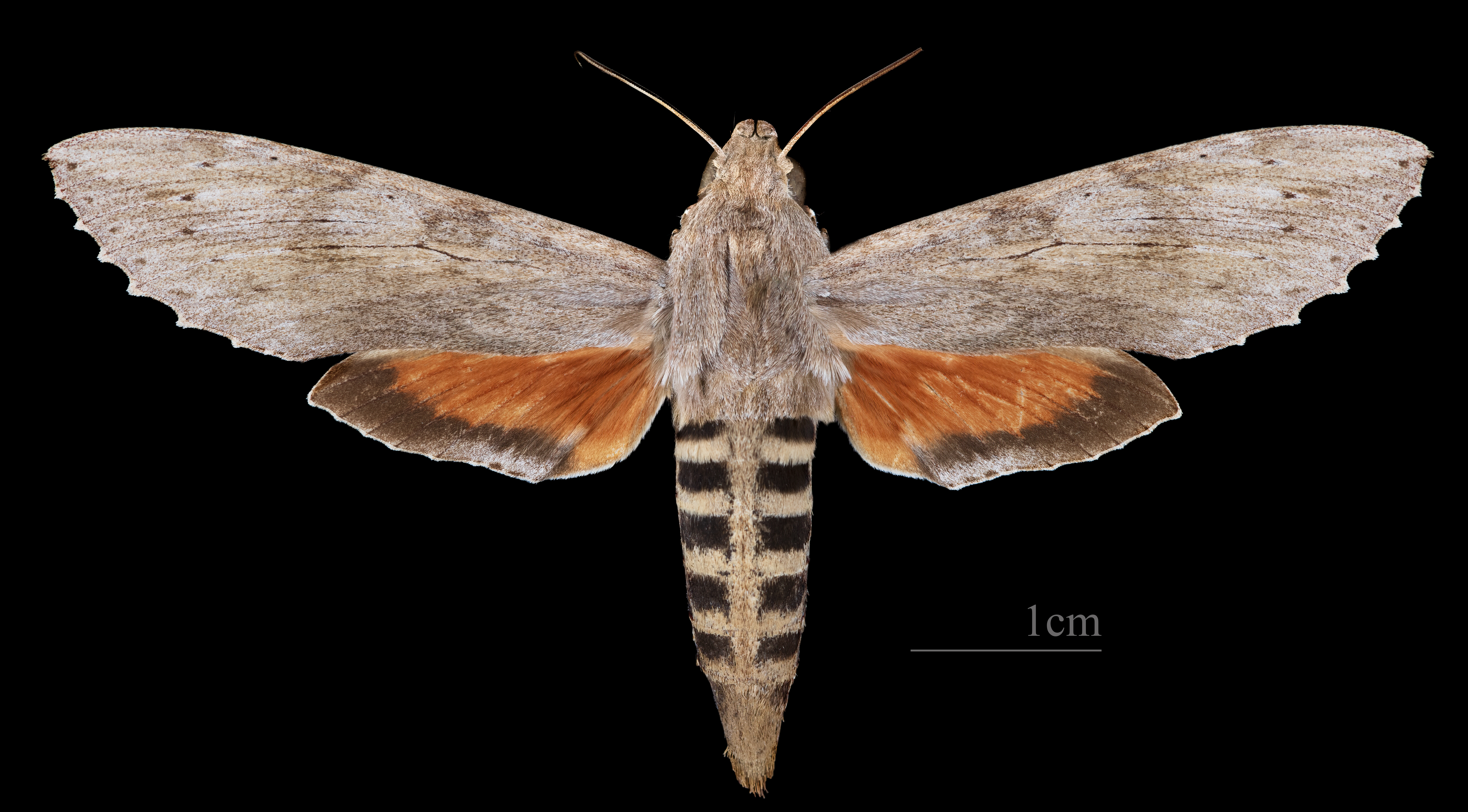
Erinnyis ello ello ♀
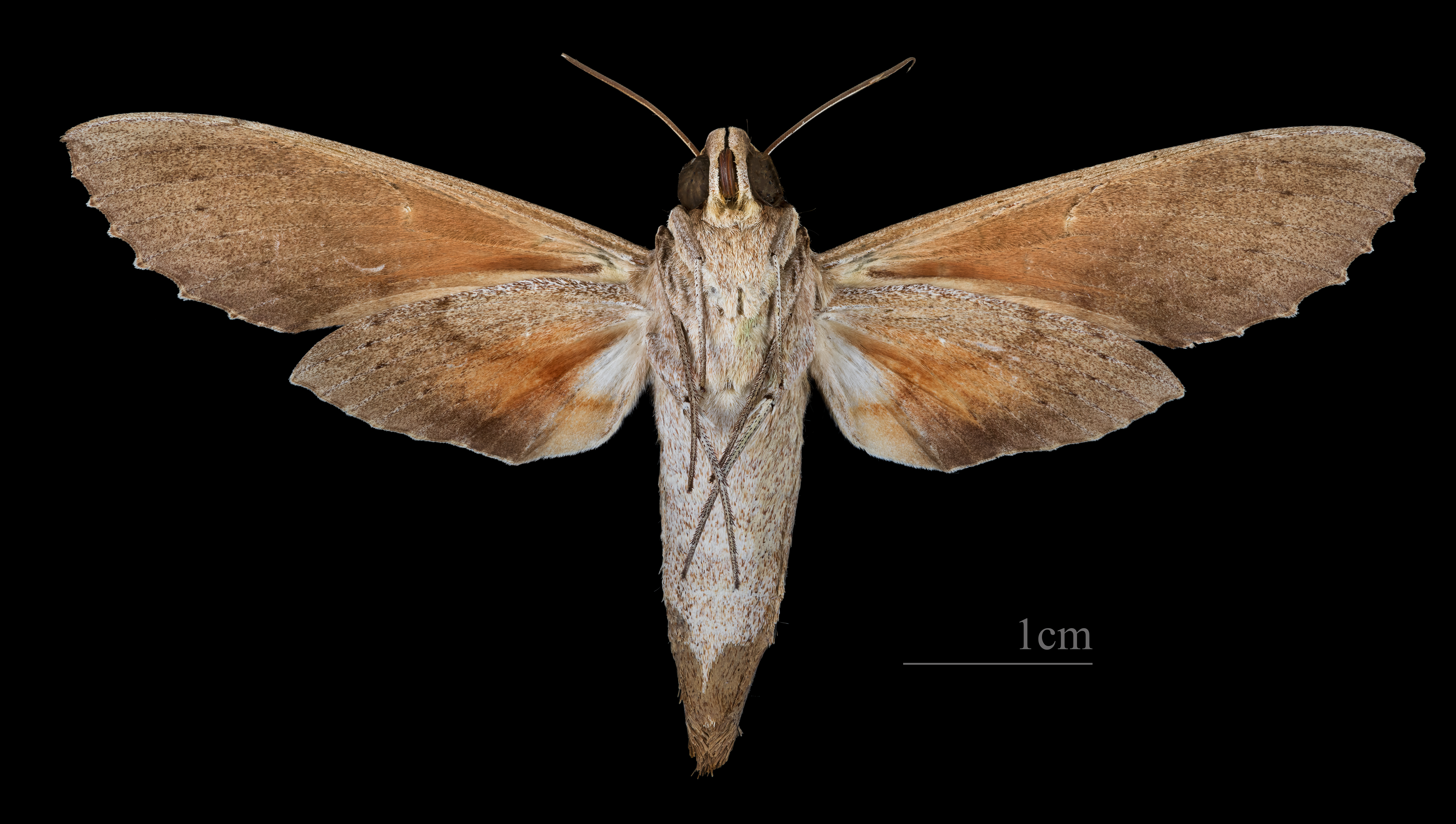
Erinnyis ello ello ♀ △

### Larva
Il bruco maturo può avere due forme: una è verde chiaro, con un paio di bande biancastre laterali che corrono dai segmenti toracici a quello anale; l'altra è bruna o olivastra, con piccole striature grigiastre ed una macchia marrone scuro a forma di scudo sul torace. Le pseudozampe mostrano una o più bande nere longitudinali.

### Pupa
Le crisalidi sono anoiche, lucide e nere, con diversi disegni arancioni, ed un cremaster non molto sviluppato; si rinvengono entro bozzoli posti a scarsa profondità nella lettiera del sottobosco.

Mappa delle Isole Galápagos, indicate da K. Kernbach come locus typicus della sottospecie Erinnyis ello encantada

## Distribuzione e habitat
L'areale di questa specie si estende sia sull'Ecozona neartica, sia su quella neotropicale, comprendendo l'Argentina (Catamarca, Cordoba, Corrientes, Jujuy, La Rioja, Misiones, Salta, Tucumán), la Bolivia (Beni, Cochabamba, La Paz, Santa Cruz), il Brasile (Amazonas, Bahia, Maranhão, Minas Gerais, Pará, Paraná, Piauí, Rio Grande do Sul, San Paolo, Santa Catarina, Tocantins), il Canada, il Cile, la Colombia (Meta), la Costa Rica, Cuba, l'Ecuador, le Galápagos (locus typicus della sottospecie E. e. encantada), la Giamaica, la Guadalupa, Haiti, la Martinica, il Messico, il Paraguay, il Perù, la Repubblica Dominicana, gli Stati Uniti meridionali (Arizona, California, Florida, Nevada, Texas) e il Venezuela
L'habitat è rappresentato da foreste tropicali e sub-tropicali, dal livello del mare fino a zone collinari.

## Biologia

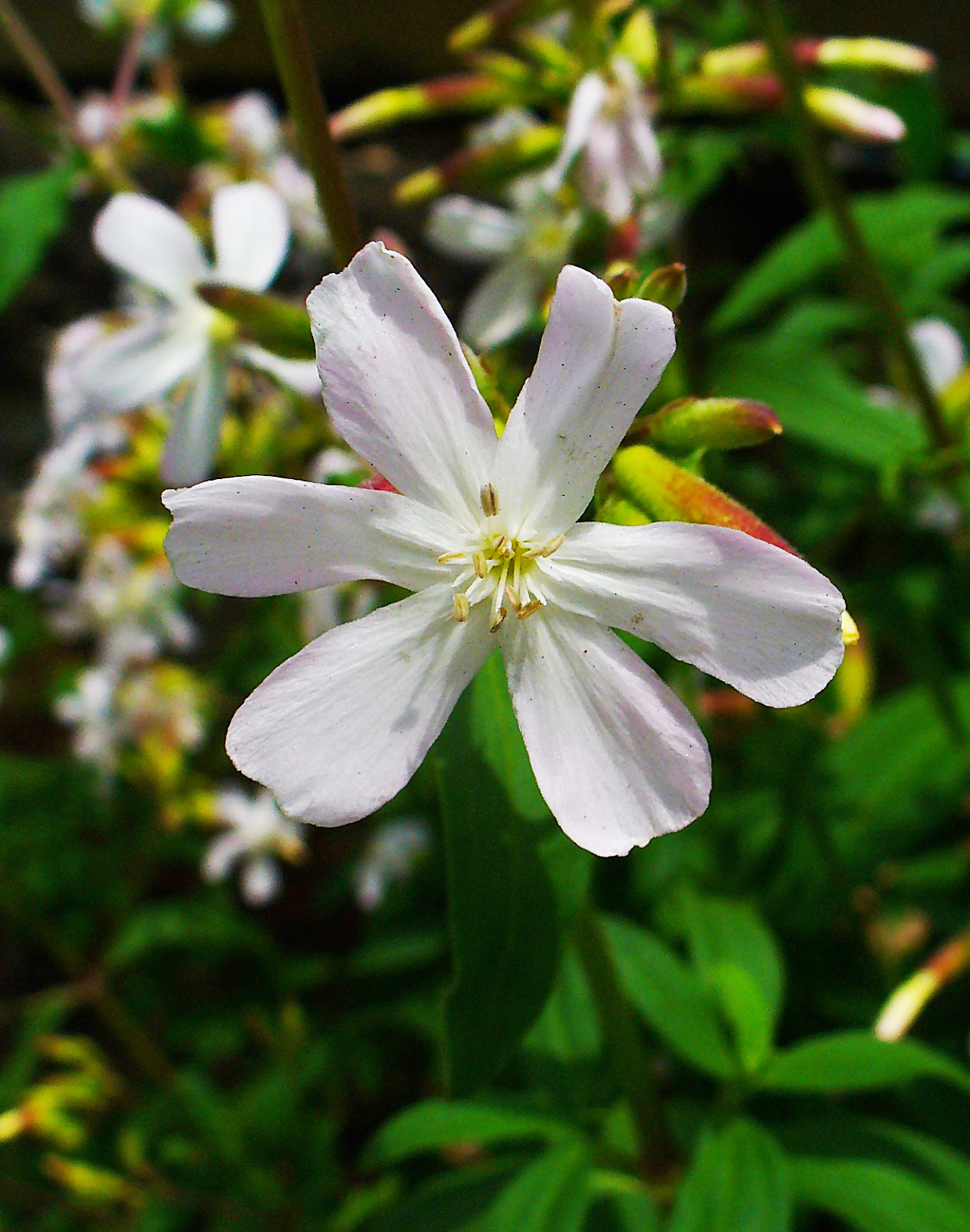
Fiore di Saponaria officinalis

Durante l'accoppiamento, le femmine richiamano i maschi grazie ad un feromone rilasciato da una ghiandola, posta all'estremità dell'addome.

### Periodo di volo
Gli adulti sono rinvenibili tutto l'anno nella fascia tropicale e nella Florida meridionale.

### Alimentazione
Gli adulti suggono il nettare di fiori di varie specie, tra cui Saponaria officinalis L. (Saponaria, Caryophyllaceae) e Asystasia gangetica (L.) T.Anderson (Acanthaceae).
I bruchi parassitano le foglie di membri di varie famiglie, tra cui:
- Carica papaya L. (Papaia o Papaya) (Caricaceae)
- Cnidoscolus angustidens Torr. (Euphorbiaceae)
- Dipholis salicifolia (L.) A.DC. (Sapotaceae)
- Euphorbia heterophylla L. (Euphorbiaceae)
- Euphorbia pulcherrima Willd. ex Klotzsch (Poinsettia o Stella di Natale) (Euphorbiaceae)
- Euphorbia viminea Hook.f. (Euphorbiaceae)
- Hippomane mancinella L. (Euphorbiaceae)
- Manilkara bahamensis (Baker) H. J. Lam & A. Meeuse (Sapotaceae)
- Psidium guajava L. (Guava) (Myrtaceae)
- Sideroxylon celastrinum (Kunth) T.D.Penn (Sapotaceae)

### Parassitismo
I bruchi sono soggetti a parassitismo da parte degli Imenotteri Microplitis espinachi Walker, 2003 e M. figueresi Walker, 2003 (fam. Braconidae).

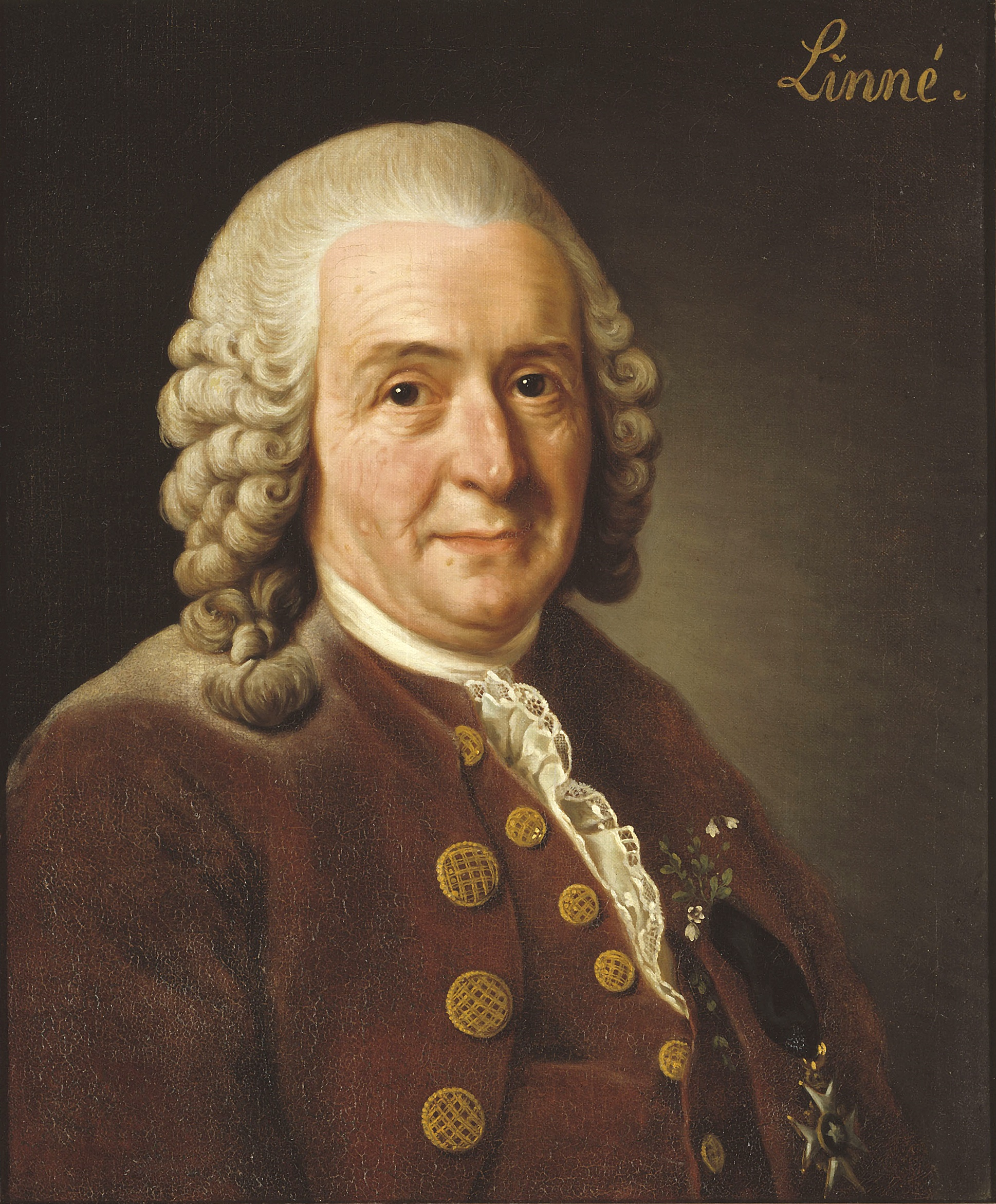
Carl Linnaeus, che descrisse per primo la specie nel 1758, come Sphinx ello

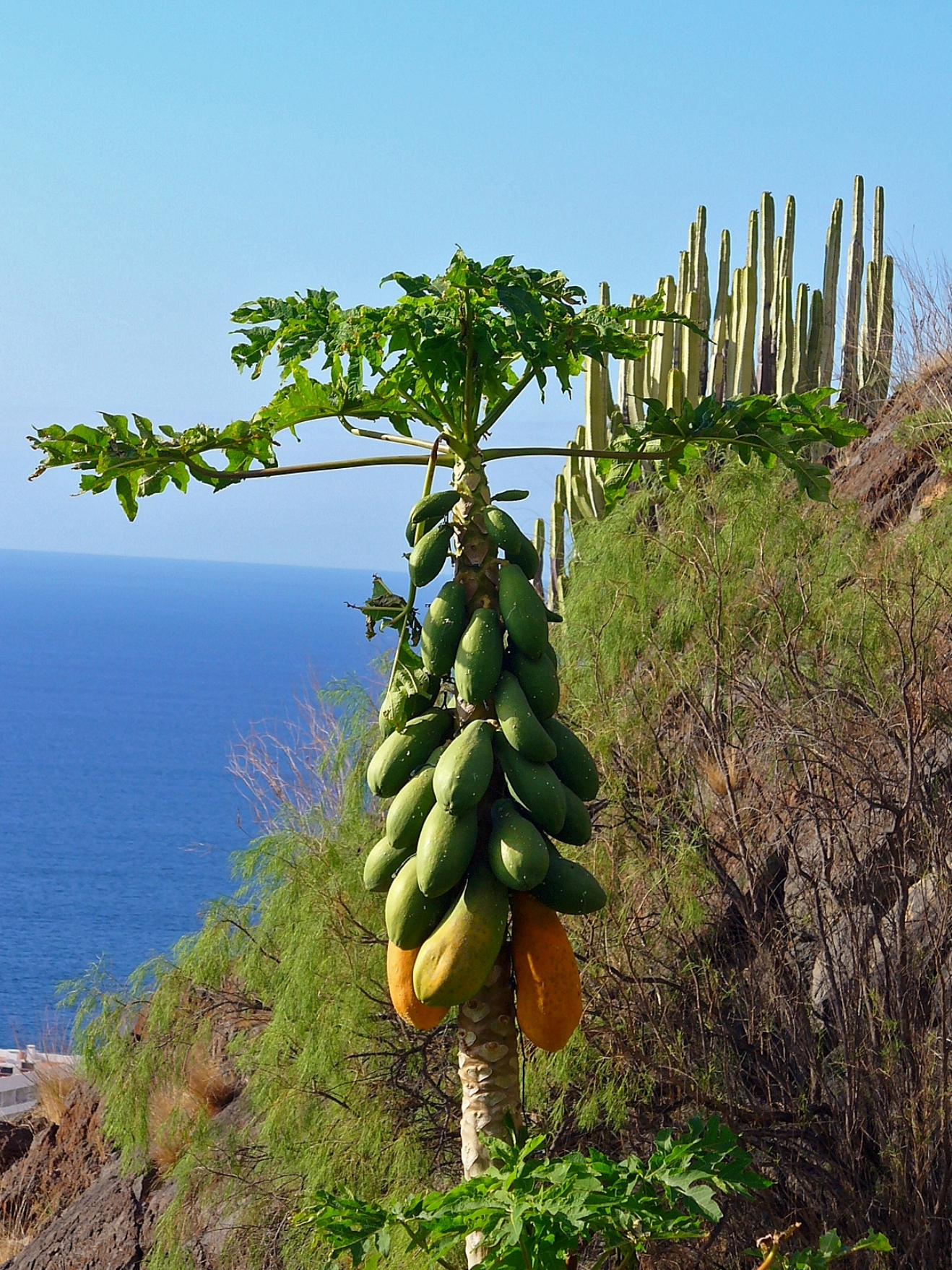
Carica papaya

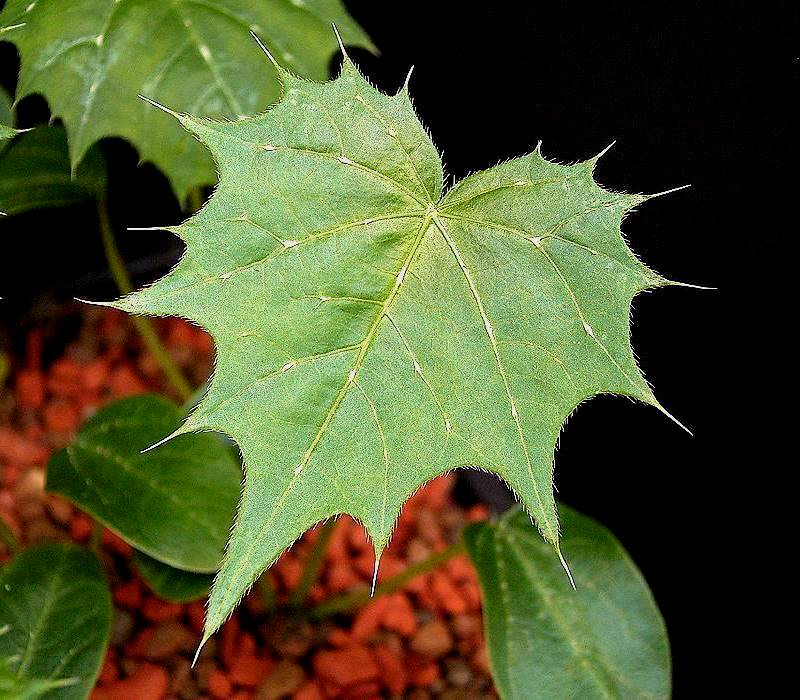
Cnidoscolus angustidens

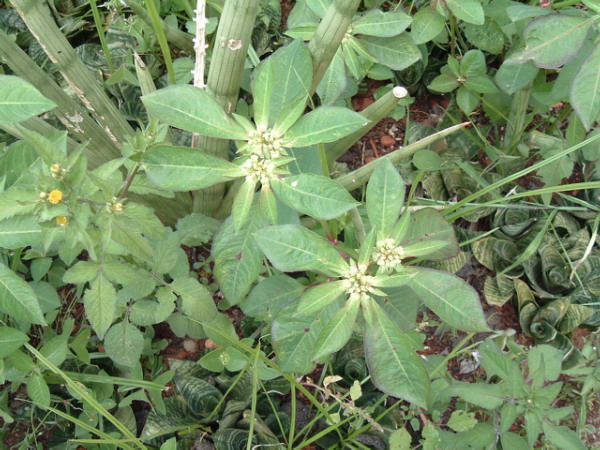
Euphorbia heterophylla

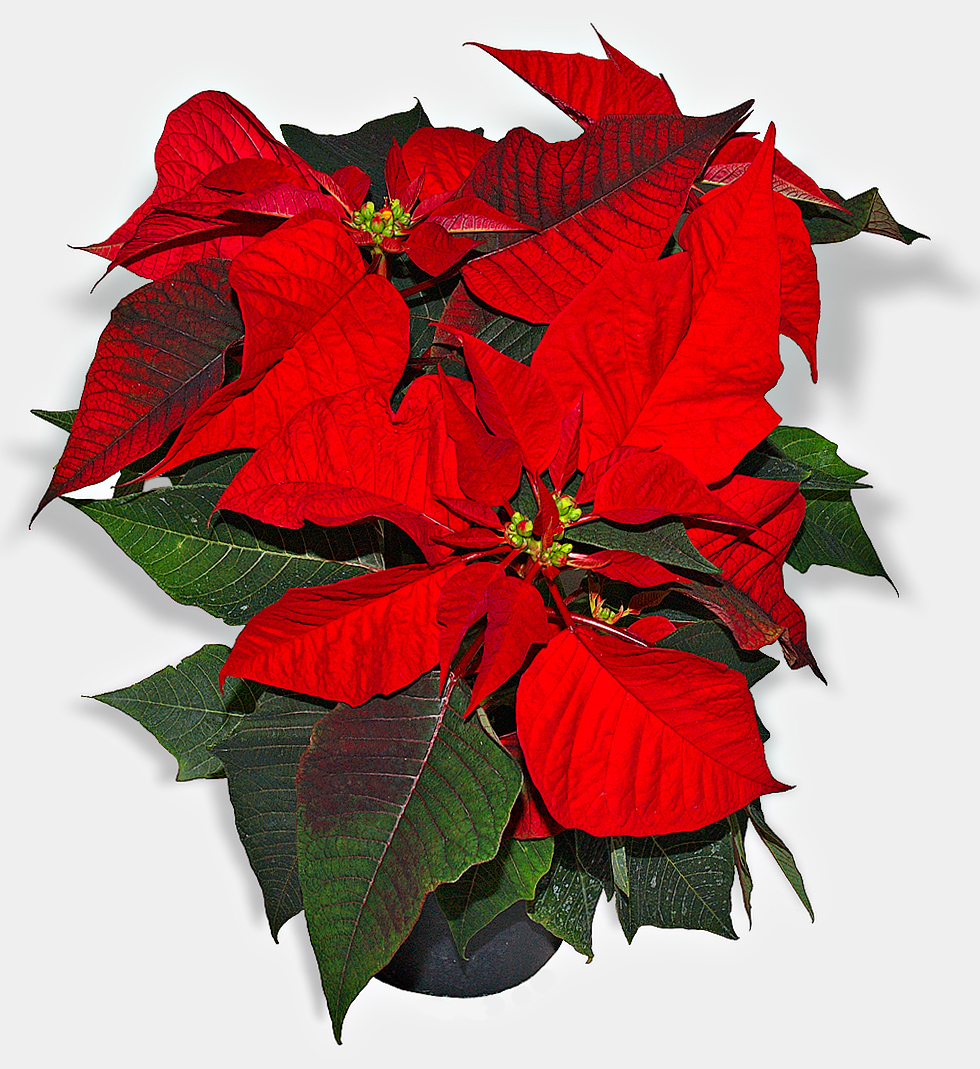
Euphorbia pulcherrima, la Poinsettia o Stella di Natale

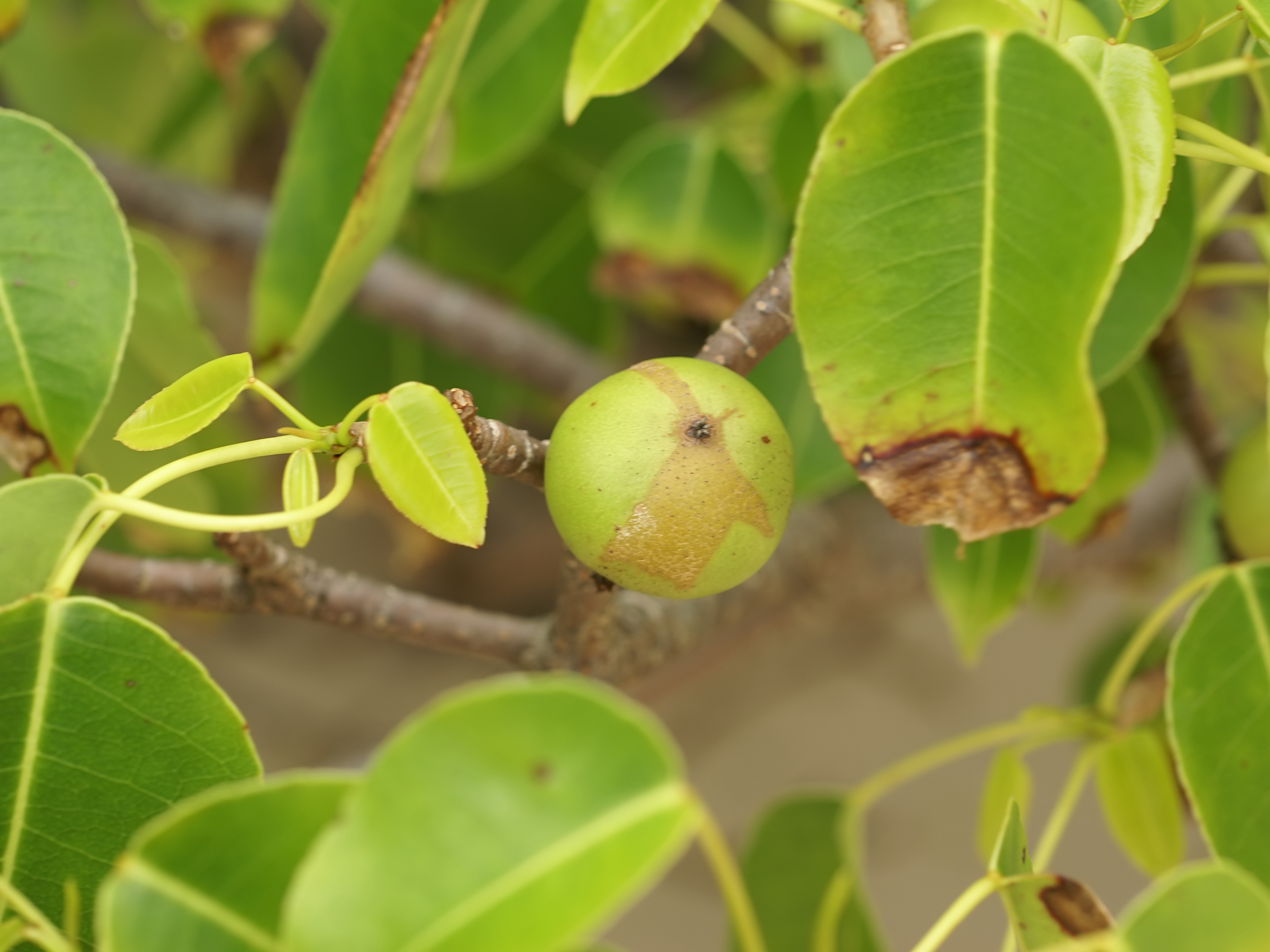
Frutto e foglie di Hippomane mancinella

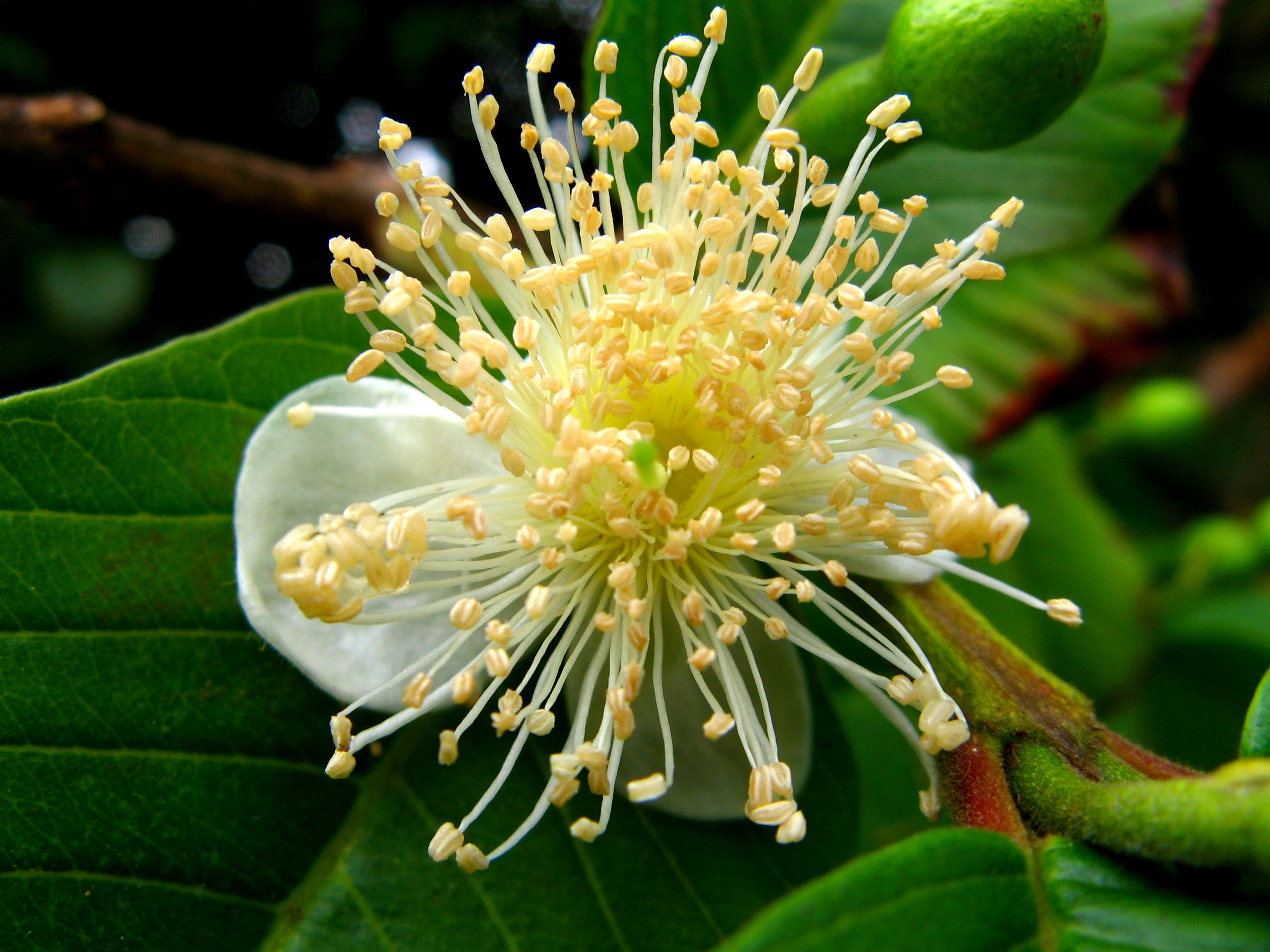
Infiorescenza di Psidium guajava

## Tassonomia

### Sottospecie
Al momento vengono distinte due sottospecie.
- Erinnyis ello ello (Linnaeus, 1758) - Syst. Nat. (Edn 10) 1 : 491 - Locus typicus: India (in errore)[1]
- Erinnyis ello encantada Kernbach, 1962 - Opusc. zool.. 63: 10 - Locus typicus: Galápagos[6]

La sottospecie E. e. encantada risulta leggermente più piccola e più pallida. Nell'ala anteriore del maschio, la banda scura longitudinale risulta meno pronunciata, così da farlo assomigliare alla femmina. Il genitale è praticamente identico a quello di E. e. ello.

Erinnyis ello encantada ♂
Erinnyis ello encantada ♂ △
Erinnyis ello encantada ♀
Erinnyis ello encantada ♀△

### Sinonimi
Sono stati riportati cinque sinonimi:
- Anceryx ello Walker, 1856 - List Spec. Lepid. Insects Colln Br. Mus. 8: 224 (sinonimo eterotipico)[13]
- Dilophonota ello Godman & Salvin, 1881 - Biol. centr.-amer., Lep. Heterocera 1: 19 (sinonimo eterotipico)[14]
- Erinnyis cinifera Zikán, 1934 - Rev. Ent. Rio de Janeiro. 4 (sinonimo eterotipico)
- Erinnyis ello omorfia (Mooser, 1942) - A. Ist. Biol. Univ. nac. Mexico (Zool.) 13 (sinonimo eterotipico)
- Sphinx ello Linnaeus, 1758 - Syst. Nat. (Edn 10) 1 : 491 (sinonimo omotipico e basionimo)[1]